# Macki pomiarowe
Macki pomiarowe – przybory, które umożliwiają pomiar przedmiotów w sytuacji, gdy niemożliwe jest przyłożenie przymiaru do mierzonego przedmiotu. Aby zmierzyć obiekt, ustawia się macki na jego wielkość, a następnie, przykładając macki do przymiaru, odczytuje się rozmiar. Stosuje się macki zewnętrzne i wewnętrzne.  

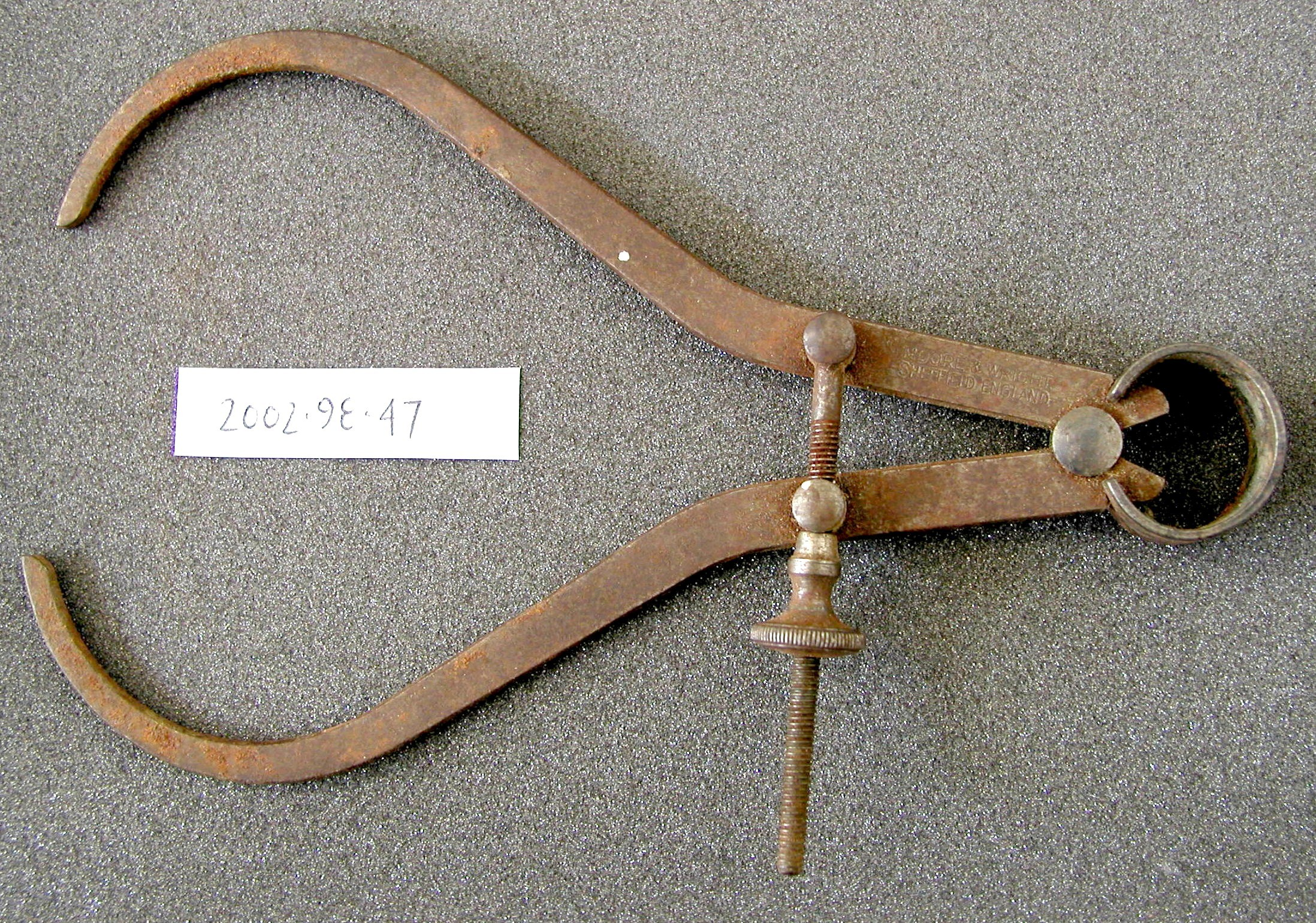
macki zewnętrzne
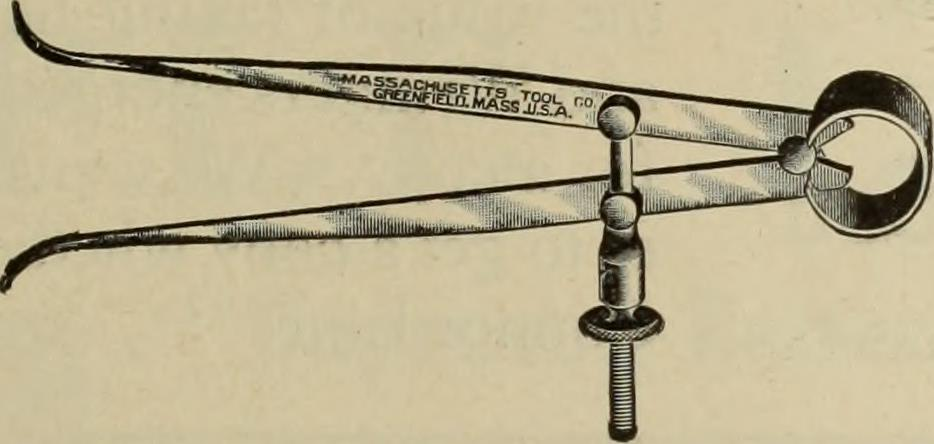
macki wewnętrzne